# Crane Island (Washington)
Pour les articles homonymes, voir Crane Island.

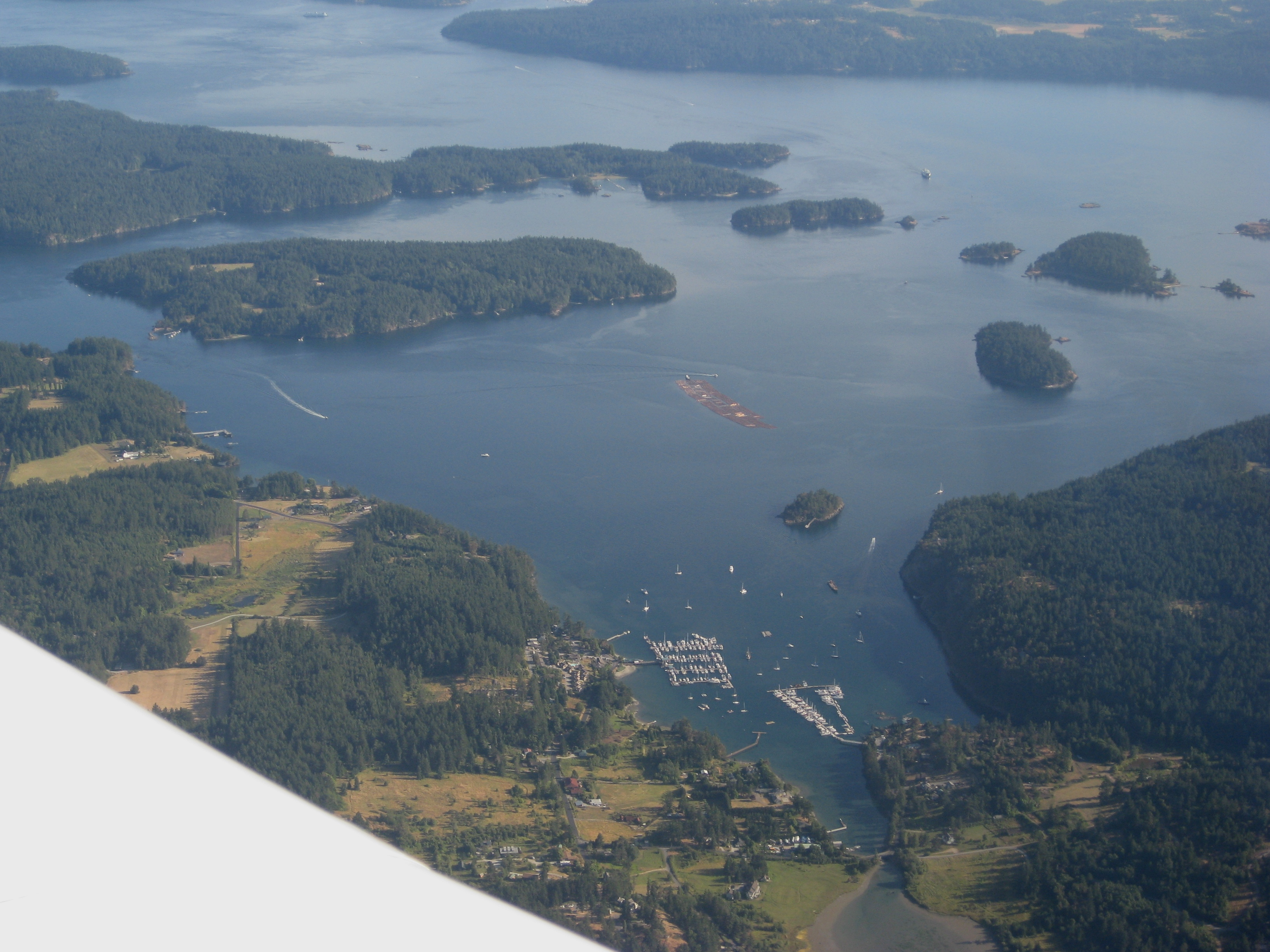

Crane Island (de l'anglais signifiant littéralement « l'île aux grues ») est l'une des îles San Juan dans l'État de Washington, aux États-Unis.
Crane Island possède un aéroport (code AITA : CKR).